# Euryphura vansomereni
Euryphura vansomereni är en fjärilsart som beskrevs av Jackson 1956. Euryphura vansomereni ingår i släktet Euryphura och familjen praktfjärilar. Inga underarter finns listade i Catalogue of Life.